# Kantemírovka
Kantemírovka (ruso: Кантеми́ровка) es un asentamiento de tipo urbano de Rusia, capital del raión homónimo en la óblast de Vorónezh.
En 2021, el territorio del asentamiento tenía una población de 10 730 habitantes, de los cuales 10 715 vivían en el propio asentamiento y el resto repartidos en dos pedanías: el poblado ferroviario de Gartmashevka y el jútor de Dalni Rosojovati.
Se ubica unos 280 km al sur de Vorónezh, junto a lo que de iure es la frontera con Ucrania, concretamente la frontera con la óblast de Lugansk. Sin embargo, en la invasión rusa de Ucrania de 2022, las tropas rusas invadieron casi toda la óblast de Lugansk y anexionaron la zona a Rusia sin el consentimiento de las autoridades ucranianas, declarando que pasaba a ser un territorio ruso bajo la denominación de "República Popular de Lugansk". Esta situación ha eliminado de facto el carácter fronterizo de Kantemírovka.

## Historia
Fue fundado en 1742 como una slobodá. En su origen era un área rural habitada por cosacos de Boguchar. Recibe su topónimo en referencia a Constantin Cantemir y su hijo Demetrio Cantemir, príncipes moldavos que habían recibido estas tierras en señorío cuando se refugiaron aquí de las invasiones otomanas; originalmente el topónimo solo hacía referencia a Constantin y no a toda la familia, pues hasta 1926 la localidad se denominó "Konstantinovka-Kantemirovka". En el siglo XIX llegó a ser sede de su propia vólost, en el uyezd de Boguchar de la gobernación de Vorónezh. Su desarrollo urbano comenzó en 1871, cuando se abrió aquí una estación de ferrocarril. La Unión Soviética le dio el estatus de capital distrital en 1928 y el de asentamiento de tipo urbano en 1973.